# Metropolia Dodoma
Metropolia Dodoma – jedna z 7 metropolii kościoła rzymskokatolickiego w Tanzanii. Została ustanowiona 6 listopada 2014.

## Diecezje
- Archidiecezja Dodoma
  - Diecezja Kondoa
  - Diecezja Singida

## Metropolici
- Beatus Kinyaiya (od 2014)